# 보 바이든
조지프 로비넷 "보" 바이든 3세(영어: Joseph Robinette "Beau" Biden III, 1969년 2월 3일~2015년 5월 30일)는 미국의 정치인, 변호사, 군인이였다. 제46대 미국의 대통령 조 바이든의 장남이다.

## 성장 과정과 가족
델라웨어주 윌밍턴에서 조 바이든과 그의 첫 번째 아내인 닐리아 헌터 바이든의 첫째 아들로 태어났다.
그의 어머니인 닐리아 헌터는 1972년 12월 18일 크리스마스에 대비한 쇼핑을 즐기기 위해 자동차를 타고 아이들과 동행하던 도중에 사고로 사망했는데 여동생 나오미 바이든 또한 교통 사고로 사망했다. 닐리아와 동승하고 있던 첫째 아들 보 바이든, 둘째 아들 헌터 바이든은 목숨을 건졌지만 사고에 따른 부상으로 인해 병원에 입원하게 된다.
1975년에는 보 바이든, 헌터 바이든이 그의 아버지인 조 바이든이 교제하고 있던 여자 친구인 질 제이컵스를 만났다. 보 바이든과 헌터 바이든은 조 바이든이 질 제이컵스와 결혼하도록 격려했다. 1977년에 조 바이든과 결혼한 질 제이컵스는 보 바이든에게 새어머니로 여겨졌다. 1981년에는 보 바이든의 이복 여동생인 애슐리 바이든이 태어났다.
1987년에는 로마 가톨릭교회 사립 학교인 아치미어 아카데미를 졸업했다. 1991년에는 펜실베이니아 대학교에서 학위를 받았고 1994년에는 시라큐즈 법률 종합대학교 법학과를 졸업했다. 1995년부터 2004년까지 미국 법무부 필라델피아 지국에서 검사로 근무했다.안타깝게도 2015년 5월 30일 46세라는 젊은 나이에 뇌종양으로 사망했다.
보 바이든은 헤일리 올리비에와 2002년 결혼하였고, 딸인 나탈리 나오미 바이든과 아들인 로버트 헌터 바이든 2세가 있다. 그의 부인 헤일리 올리비에는 바이든 가족에 최초의 유대인 며느리로 그녀의 친정어머니인 조앤을 어린 시절부터 바이든은 알았다고 전해진다.
보 바이든의 사망후, 부인 헤일리는 보 바이든의 동생인 헌터 바이든이 그의 부인 캐더린과 결별 후 관계를 갖게 되었지만, 2019년 그 둘은 언론의 지나친 관심으로 헤어졌다.

## 병역
2003년부터는 미국 델라웨어주 방위군에 입대하면서 미국 육군에 입대했다. 델라웨어주 스미르나에 위치한 제261전역전술통신여단의 일부를 형성하고 있던 육군 법무부에서 소령으로 승진했다. 보 바이든이 속한 부대는 2008년 10월 3일에 이라크에 주둔했다.
2009년 1월에는 그의 아버지였던 조 바이든이 미국의 부통령 자격으로 취임 선서를 하는 버락 오바마 대통령의 취임식에 참석하기 위해 일시 귀국했다. 2009년 7월 4일에는 캠프 빅토리에서 조 바이든 부통령을 만났다. 보 바이든은 이라크 전쟁에서 기록한 공적을 인정받아 레이먼드 오디에어노 미국 육군 대장으로부터 훈공장, 동성 훈장을 받았으며 2009년 9월에 이라크에서 귀국했다.

## 정치인
2006년에 실시된 델라웨어주 법무장관 선거에 출마했으며 델라웨어주 검사, 법무부 보좌관을 역임한 페리스 와턴을 누르고 당선되었다. 그는 델라웨어주 법무장관으로 취임하면서 성폭력, 인터넷 범죄, 노인 학대, 가정 폭력 문제에 대처하기 위해 델라웨어 주의 사법부를 개편하겠다고 약속했다.
보 바이든은 2007년 1월 2일부터 2015년 1월 6일까지 델라웨어주 법무장관을 역임하였다. 2008년에 열린 민주당 전당대회에서는 조 바이든이 부통령 후보로 지명되었다. 보 바이든은 민주당 전당대회에서 아버지의 성실한 인품을 소개하는 연설을 진행했다.

## 투병 생활과 죽음
2010년 5월에 두통, 마비, 저림 증세를 호소한 보 바이든은 델라웨어주 뉴어크에 위치한 크리스티애나 병원에서 의사들로부터 가벼운 뇌졸중 진단을 받았다. 2013년 8월에 텍사스주 휴스턴에 위치한 텍사스 주립 대학교 MD 앤더슨 암 센터에서 악성 뇌종양인 교모세포종 진단을 받은 이후에는 방사선 요법, 화학 요법을 통한 투병 생활을 했다. 병세가 다소 호전된 상태에서 델라웨어 주지사 출마를 선언하기도 하였다. (정보클럽, 2021 보관됨 2021-04-23 - 웨이백 머신)
2015년 5월 30일 메릴랜드주 베세즈다에 위치한 월터 리드 국립 군사 의료 센터에서 향년 46세를 일기로 사망하였다. 그의 장례식에서는 그의 유족들, 버락 오바마 대통령과 영부인 미셸 오바마 여사, 빌 클린턴 전 대통령과 힐러리 클린턴 부부를 비롯한 주요 인사들이 참석했으며 크리스 마틴이 그를 추모하는 노래 《Til Kingdom Come》을 불렀다.

## 역대 선거 결과
| 선거명      | 직책명            | 대수 | 정당   | 득표율 | 득표수    | 결과 | 당락                     |
| ----------- | ----------------- | ---- | ------ | ------ | --------- | ---- | ------------------------ |
| 2006년 선거 | 델라웨어 법무장관 | 44대 | 민주당 | 52.59% | 133,152표 | 1위  | 델라웨어주 법무장관 당선 |
| 2010년 선거 | 델라웨어 법무장관 | 44대 | 민주당 | 78.85% | 203,931표 | 1위  | 델라웨어주 법무장관 당선 |